# Кубок африканських чемпіонів 1970
Кубок африканських чемпіонів 1970 — шостий розіграш турніру, що проходив під егідою КАФ. Матчі проходили з квітня 1970 року по 24 січня 1971 року. Турнір проходив за олімпійською системою, команди грали по два матчі. Усього брали участь 23 команди. Чемпіонський титул уперше здобув «Асанте Котоко» з міста Кумасі (Гана).

## Перший раунд
| Команда 1        | Заг.  | Команда 2         | 1-й матч | 2-й матч |
| ---------------- | ----- | ----------------- | -------- | -------- |
| Реал Бамако      | 5-2   | АС Фонксьоннерс   | 3-0      | 2-2      |
| Егл Ройал        | 5-5   | КАРА              | 0-3      | 5-2      |
| Белькур          | т. п. | СКА «Жанна д'Арк» | 5-3      | —        |
| Лаворі Публісі   | 4-5   | Прізонс           | 2-1      | 2-4      |
| Сектор 6         | 2-3   | Юніон Дуала       | 0-2      | 2-1      |
| Стейшенері Сторз | 6-3   | Форс Армі         | 3-1      | 3-2      |
| Янг Афріканс     | 6-4   | ЮС Фонксьоннерс   | 4-0      | 2-4      |

Примітки
1. ↑  «Егл Ройал» переміг у жеребкуванні.
2. ↑  «Белькур» знявся з турніру після першого матчу.

## Другий раунд
| Команда 1        | Заг.        | Команда 2             | 1-й матч | 2-й матч |
| ---------------- | ----------- | --------------------- | -------- | -------- |
| Реал Бамако      | 4-9         | Стад Абіджан          | 2-3      | 2-6      |
| ТП Енглеберт     | 5-2         | КАРА                  | 3-0      | 2-2      |
| Калум Стар       | 4-3         | СКА «Жанна д'Арк»     | 3-1      | 1-2      |
| Ісмайлі          | 1-0         | Аль-Хіляль (Омдурман) | 1-0      | 0-0      |
| Накуру Олл Старз | 2-3         | Янг Афріканс          | 1-0      | 1-3      |
| Прізонс          | 4-4         | Теле Асмара           | 3-2      | 1-2      |
| Юніон Дуала      | 1-1         | Моделе (Ломе)         | 0-0      | 1-1      |
| Стейшенері Сторз | 3-3 (т. п.) | Асанте Котоко         | 3-2      | 0-1      |

Примітки
1. ↑  «Прізонс» переміг у жеребкуванні.
2. ↑  «Моделе» переміг у жеребкуванні.
3. ↑  Матч був скасований у зв'язку зі штурмом воріт уболівальниками. «Асанте Котоко» переміг.

## Фінальний етап

### Чвертьфінал
| Команда 1     | Заг. | Команда 2     | 1-й матч | 2-й матч |
| ------------- | ---- | ------------- | -------- | -------- |
| Стад Абіджан  | 4-5  | Калум Стар    | 1-1      | 3-4      |
| Моделе (Ломе) | 1-3  | ТП Енглеберт  | 0-0      | 1-3      |
| Ісмайлі       | 6-2  | Прізонс       | 4-1      | 2-1      |
| Янг Афріканс  | 1-3  | Асанте Котоко | 1-1      | 0-2      |

### Півфінал
| Команда 1  | Заг. | Команда 2     | 1-й матч | 2-й матч |
| ---------- | ---- | ------------- | -------- | -------- |
| Калум Стар | 2-5  | ТП Енглеберт  | 1-2      | 1-3      |
| Ісмайлі    | 0-2  | Асанте Котоко | 0-0      | 0-2      |

## Фінал
| 10 січня 1971 |

| Асанте Котоко | 1–1 | ТП Енглеберт |
| ------------- | --- | ------------ |
|               |     |              |

| Спортивний стадіон «Кумасі», Кумасі |

| 24 січня 1971 |

| ТП Енглеберт | 1–2 | Асанте Котоко |
| ------------ | --- | ------------- |
|              |     |               |

| «20 травня», Кіншаса |

«Асанте Котоко» переміг із загальним рахунком 3-2
| Чемпіон Кубка африканських чемпіонів 1970 [[Файл:Flag of Ghana.svg\|border\|border\|100px\|Гана]] Асанте Котоко (1-й титул) |